# Courtney Fortson
 Courtney Fortson  (* 23. Mai 1988 in Montgomery, Alabama) ist ein US-amerikanischer Basketballspieler. Zuletzt spielte bei Awtodor Saratow in Russland auf der Position des Spielmachers.

## Karriere
Courtney Fortson wurde beim NBA-Draft 2010 nicht ausgewählt. Er unterschrieb im November 2010 einen Vertrag beim rumänischen Steaua Bukarest. Er verließ Rumänien nach zwei Monaten und unterschrieb im März 2011 bei Reno Bighorns in der NBA D-League. Im November 2011 bekam er einen Kontrakt beim Ligakonkurrenten Los Angeles D-Fenders. Seine bisher einzigen Spielzeiten in der NBA hatte Fortson 2012.  Im Januar bekam er einen 10-Tages-Vertrag bei Los Angeles Clippers und im März ebenfalls einen 10-Tages-Vertrag bei Houston Rockets. Die nächste Saison spielte Fortson wieder in der D-League bei Los Angeles D-Fenders. Hier wurde er zum D-League All-Star Game 2012/13 eingeladen.
Für die Saison 2013/14 ging Fortson in die russische Superliga zu Awtodor Saratow. Er gewann mit seinem Klub die Superliga und wurde zum MVP der Saison gewählt. In der nächsten Saison 2014/15 spielte er mit Awtodor in der VTB-UL. Hier wurde er Im Dezember 2014 zum Spieler des Monats gewählt. In der gleichen Saison  spielte er mit Awtodor auch in der EuroChallenge. In beiden Turnieren erreichte er mit seinem Club die Play-offs.

## Erfolge und Auszeichnungen
- D-League All-Star Game 2013
- MVP der russischen Superleague 2013/14